# Nižný Orlík
Nižný Orlík és un poble i municipi d'Eslovàquia. Es troba a la regió de Prešov, al nord del país.

## Història
La primera referència escrita de la vila data del 1357.

## Demografia
| Godina             | 1994 | 2004   | 2014    | 2024   |
| ------------------ | ---- | ------ | ------- | ------ |
| Nombre de persones | 262  | 257    | 309     | 334    |
| Diferència         |      | −1,90% | +20,23% | +8,09% |

| Godina             | 2023 | 2024   |
| ------------------ | ---- | ------ |
| Nombre de persones | 318  | 334    |
| Diferència         |      | +5,03% |